# Peter Wood
Peter Wood (Colyton, 8 ottobre 1925 – Batcombe, 11 febbraio 2016) è stato un regista teatrale britannico.

## Biografia
Peter Wood nacque a Colyton, nel Devon, figlio di Frank Woodd e Ludy Eleanor Meeson. Dopo la laurea in letteratura inglese al Downing College di Cambridge si unì a una compagnia teatrale e nel 1955 divenne il direttore artistico dell'Oxford Playhouse; l'anno successivo divenne regista fisso all'Arts Theatre di Londra sotto la direzione artistica di Peter Hall.
Durante gli anni cinquanta diresse opere teatrali al Festival di Edimburgo e all'Old Vic, oltre a fare il suo debutto a Broadway come regista della commedia di Peter Shaffer Esercizio a cinque dita. Tra le sue regie più note si ricordano la prima assoluta de Il compleanno di Harold Pinter e quella de Il malloppo di Joe Orton. Negli anni settanta e ottanta si affermò come apprezzato regista dell'opera di Tom Stoppard, di cui diresse alcune prime, tra cui On the Razzle, I mostri sacri ed Indian Ink.

## Riconoscimenti
- Tony Award
  - 1976 – Candidatura per la miglior regia di un'opera teatrale per I mostri sacri
- Premio Laurence Olivier
  - 1981 – Miglior regia per On the Razzle
  - 1983 – Candidatura per la miglior regia per I rivali
  - 1986 – Candidatura per la miglior regia per L'orologio americano